# Curry County, New Mexico
Curry County är ett administrativt område i delstaten New Mexico, USA. År 2010 hade countyt 48 376 invånare. Den administrativa huvudorten (county seat) är Clovis. 

## Geografi
Enligt United States Census Bureau har countyt en total area på 3 647 km². 3 642 km² av den arean är land och 5 km² är vatten. 

### Angränsande countyn
- Quay County, New Mexico - nord
- Roosevelt County, New Mexico - väst, syd
- Bailey County, Texas - sydöst
- Parmer County, Texas - öst
- Deaf Smith County, Texas - nordöst